# Ranunculus acetosellifolius
Ranunculus acetosellifolius är en ranunkelväxtart som beskrevs av Pierre Edmond Boissier. Ranunculus acetosellifolius ingår i släktet ranunkler, och familjen ranunkelväxter. Inga underarter finns listade i Catalogue of Life.